# Franconville (Val-d'Oise)
Franconville is een Franse gemeente in het departement Val-d'Oise, geleden in de agglomeratie van Parijs. De gemeente telde 38.024 inwoners op 1 januari 2022.

## Geschiedenis
De plaats werd voor het eerst vermeld in 1137. De plaats ontstond aan een handelsweg waar zich landbouwers vestigden. In 1229 werd er een leprozerie geopend in Franconville. In de 16e eeuw kende de plaats een groei met de uitbreiding van de landbouw en de handel. In de 19e eeuw kozen rijke Parijzenaars het landelijke Franconville, gelegen op zo'n twee uur reizen van de hoofdstad, om een buitenverblijf te bouwen. Halfweg de 19e eeuw kreeg Franconville een treinstation. De treinverbinding met Parijs droeg sterk toe tot de groei van de gemeente.

## Geografie
Franconville ligt op 17 kilometer van Parijs in de vallei van Montmorency, tussen de heuvels Butte de Montmorency en Butte du Parisis. In de gemeente ligt ook de heuvel Butte de Cormeilles.
De oppervlakte van Franconville bedroeg op 1 januari 2022 6,19 vierkante kilometer; de bevolkingsdichtheid was toen 6.142,8 inwoners per km². 
De onderstaande kaart toont de ligging van Franconville met de belangrijkste infrastructuur en aangrenzende gemeenten.

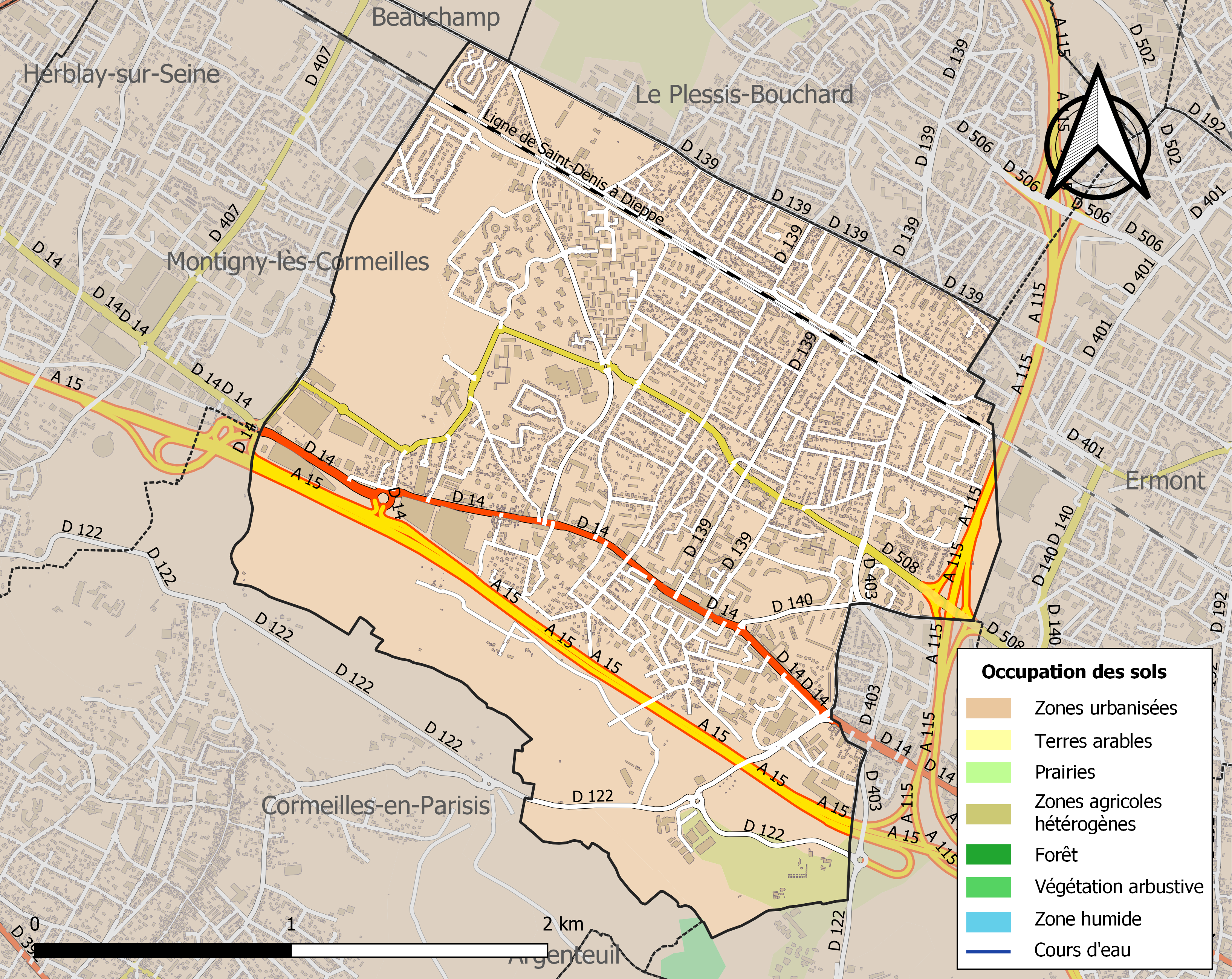

## Demografie
Bij het aanbreken van de Franse Revolutie telde Franconville 1.025 inwoners. In 1872 telde de gemeente ongeveer 1.300 inwoners, in 1900 ongeveer 1.700 inwoners en in 1921 ongeveer 3.500 inwoners. De gemeente kende een sterke demografische groei in de jaren 1960 en 1970. Onderstaande figuur toont het verloop van het inwonertal, bron: INSEE-tellingen.

## Verkeer en vervoer
Er ligt station Franconville - Plessis-Bouchard. De autosnelweg A15 loopt door de gemeente.

## Stedenband
- Viernheim (1966)
- Potters Bar (1971)

## Sport
In 1985 werd voor het eerst een jumping georganiseerd in Franconville.